# Smith & Wesson Model 4006
Smith & Wesson (S&W) Model 4006 — самозарядный пистолет, представленный компанией Smith & Wesson 17 января 1990 года вместе с новым патроном .40 S&W. Является пистолетом S&W третьего поколения.

## Описание

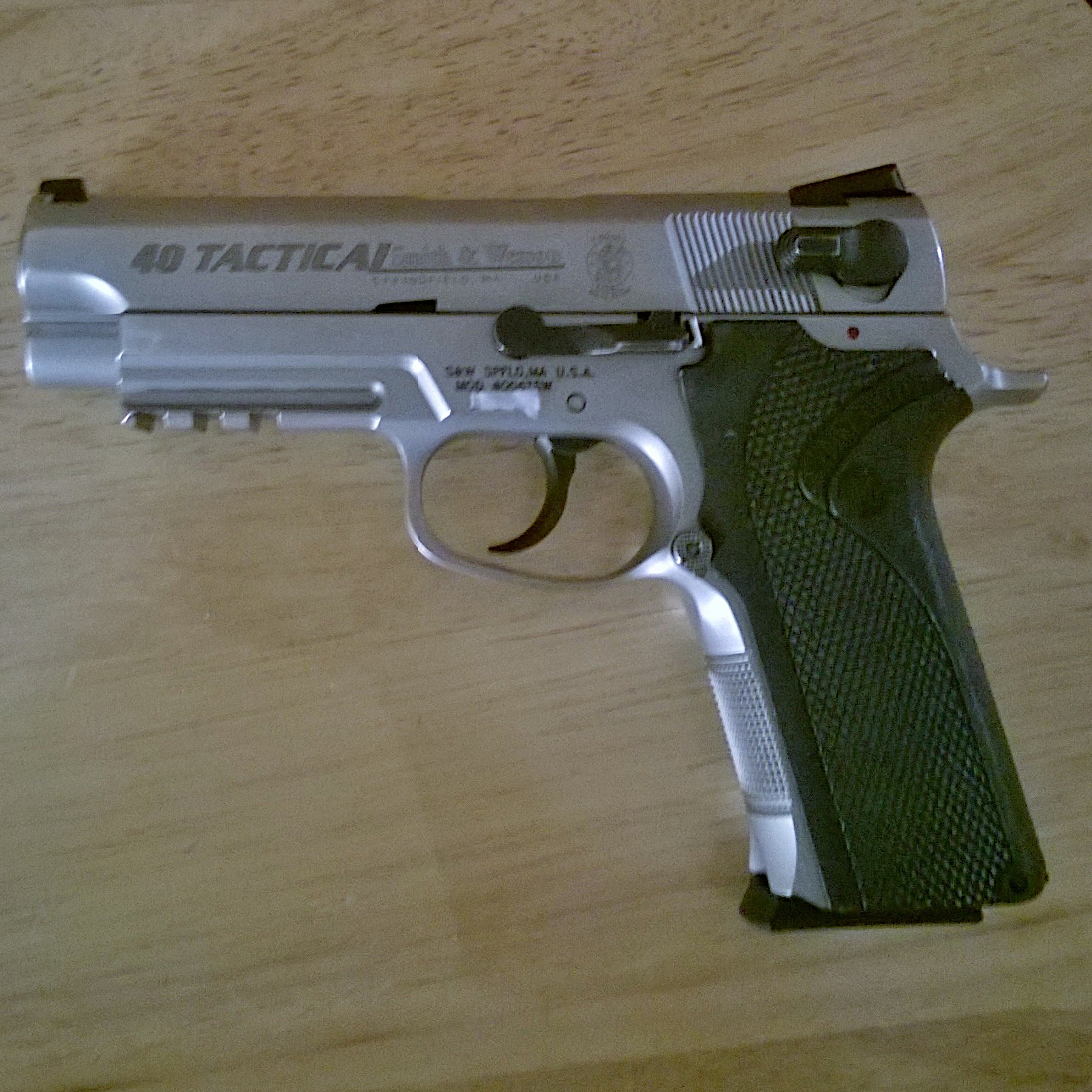
S&W 4006 с планкой Пикатинни. Эта модель ранее использовалась Калифорнийским дорожным патрулём.

S&W 4006 оснащен рамой и затвором из нержавеющей стали, ударно-спусковым механизмом двойного/одинарного действия с 4-дюймовым стволом, предохранителем на спусковом крючке и магазином на 11 патронов. Это был один из пистолетов S&W третьего поколения, разработанный при участии знаменитого оружейника Уэйна Новака из Паркерсберга (штат Западная Виргиния, США). Модель 4006 представила новый патрон .40 S&W и отличалась цельной рукояткой с закруглением, сделанной из полимера Xenoy (англ.), по сравнению с более ранними стандартными двухкомпонентными панелями рукоятки, а также низкопрофильными 3-точечными прицелами Novak.
Позже был создан легкий S&W 4003/4043 с рамой из алюминиевого сплава, который весил 800 граммов (29 унций) и был более удобным для переноски. Модель 4046 представляла собой пистолет двойного действия из нержавеющей стали. Первые 2 цифры в номере модели обозначают калибр. Последняя цифра 3 или 6 указывает на раму из алюминия или нержавеющей стали соответственно. Различные функции безопасности включают предохранительный рычаг (который блокирует ударник), а также предохранитель магазина (который предотвращает выстрел из пистолета, когда магазин не вставлен). Хотя это оружие является пистолетом двойного действия, оно имеет ту же функцию предохранения магазина, что и пистолеты Browning Hi-Power: из него нельзя стрелять без установленного магазина. Эта функция была разработана для удовлетворения потребностей различных правоохранительных органов, заинтересованных в обеспечении еще одного уровня безопасности для своих сотрудников.

## Использование
- Приблизительно с середины 1990-х до 2008 года, департамент полиции Атланты использовал Модель 4003 TSW до перехода на Smith & Wesson M&P[2].
- Патрульная полиция штата Колорадо[3] – использовала пистолет с 1998 по 2008, до перехода на Smith & Wesson M&P40.
- Калифорнийский дорожный патруль[1][4] использовал пистолет до 2019 года, до замены на Smith & Wesson M&P40.
- Дорожный патруль Невады использовал Smith & Wesson 4006 с середины 1990-х до середины 2000-х, прежде чем перейти на Sig Sauer[1].
- Компания Brink's Armored Car использовала вариант 4046 только двойного действия в качестве стандартной замены своих револьверов калибра .38 Special. Они использовали данный пистолет до 2011 года, прежде чем его заменили на Smith & Wesson M&P40, однако в некоторых местах Brink's все еще используется 4046[1].
- Калифорнийский департамент парков и отдыха[1].